# وارن سيغل
وارن سيغل (بالإنجليزية: Warren Siegel)‏ هو فيزيائي أمريكي، ولد في 16 نوفمبر 1952 في فلينت في الولايات المتحدة.